# Backlash (2004)
 (août 2016).
Pour les articles homonymes, voir Backlash.
Backlash 2004 est un Pay-Per-View de catch de la World Wrestling Entertainment qui s'est déroulé le 18 avril 2004 au Rexall Place d'Edmonton en Alberta au Canada.
Cet événement fut le premier WWE Backlash à prendre place en dehors des États-Unis.

## Les combats
- Sunday Night Heat match: Val Venis bat Matt Hardy (7:56)
  - Venis effectue le tombé sur Hardy après un Money Shot.
- Shelton Benjamin bat Ric Flair (9:29)
  - Benjamin effectue le tombé sur Flair après une clothesline de la troisième corde.
- Jonathan Coachman bat Tajiri (6:25)
  - Coachman effectue le tombé sur Tajiri avec un roll-up après une intervention de Garrison Cade.
- Chris Jericho bat Christian et Trish Stratus dans un match Handicap (11:12)
  - Jericho effectue le tombé sur Christian après un running enzuigiri.
- Victoria bat Lita pour conserver le WWE Women's Championship (7:22)
  - Victoria effectue le tombé sur Lita après un Inside Cradle.
  - Après le match, Gail Kim et Molly Holly se ramènent et attaquent les deux femmes.
- Randy Orton bat Mick Foley dans un No Holds Barred, Falls Count Anywhere Match pour conserver le WWE Intercontinental Championship (23:03)
  - Orton effectue le tombé sur Foley après un RKO sur une batte de baseball barbelée.
- The Hurricane et Rosey battent La Résistance (Rob Conway et Sylvain Grenier) (5:02)
  - Hurricane effectue le tombé sur Conway après un Eye of the Hurricane.
  - Pendant le match Eugene arrive et bondit entre les cordes avant que William Regal vienne le chercher.
- Edge bat Kane (6:25)
  - Edge effectue le tombé sur Kane après un Spear.
- Chris Benoit bat Shawn Michaels et Triple H dans un Triple threat match pour conserver le World Heavyweight Championship (30:12)
  - Benoit fait abandonner Michaels sur le Sharpshooter.